# Erik Pieters
Erik Pieters (ˈeː.rɪk ˈpi.tərs; 7 d'agost de 1988) és un futbolista professional neerlandès que juga com a lateral esquerre pel West Bromwich Albion FC.